# Време зла
Време зла је трилогија српског књижевника Добрице Ћосића, сачињена од романа Грешник (1985), Отпадник (1986) и Верник (1990). Обухвата период од краја двадесетих година 20. века, до слома Ужичке републике.
Главни протагонисти трилогије су Иван Катић, Богдан Драговић и Петар Бајевић.
По роману је снимљена истоимена телевизијска серија.

## Радња

### Грешник
Главни јунак првог романа из трилогије Иван Катић „грешни” је сапутник комуниста који доживљава животни суноврат јер им се 1936. замерио. Проглашен за буржуја и троцкисту, бива одбачен од „другова” и после рата, када је доспео на робију, а на слободи долази у сукоб са породицом која се распада...

### Отпадник
Главни јунак другог романа из трилогије Време зла је Богдан Драговић, шурак Ивана Катића, главног јунака из првог дела. У књизи пратимо време од његовог одласка у СССР почетком тридесетих година 20. века до повратка у Југославију због осуде од СKПБ-а за троцкизам.

### Верник
У роману се обрађује период од повратка Богдана Драговића у Југославију, преко Априлског рата, до пада Ужичке републике.